# Barreiro (região de Belo Horizonte)
O Barreiro é uma das regiões mais populosas e a segunda mais movimentada de Belo Horizonte. Com grande poder econômico, responde pela maior contribuição fiscal proporcional da cidade. Uma estatística feita pela Prefeitura de Belo Horizonte, em 2006, constatou um total de 9.747 atividades, comercial, industrial e de serviços. Foram catalogadas 4.190 comércios varejistas, 404 comércios atacadistas, 3.901 empresas de prestação de serviços, 355 indústrias, 324 locais de serviços de uso coletivo e 573 profissionais autônomos.
Está conectada ao centro da cidade por meio de diversas vias e bairros, além de ter ligação com a cidade de Ibirité. As estações BHBUS Barreiro e Diamante polarizam o transporte coletivo da região.
A arrecadação do Distrito do Barreiro gera em cerca de 40% do Valor Adicional Fiscal (VAF) de Belo Horizonte, mostrando a importância dessa região a capital.
Com cerca de 300 mil habitantes, 90 mil domicílios, 54 bairros, caso fosse emancipado estaria entre as 8 maiores cidades de Minas Gerais.

## História
A história oficial da região data de 1855, quando surgiu a "Fazenda Barreiro". O seu primeiro proprietário foi o Coronel Damazo da Costa Pacheco, que após cultivá-la por muitos anos, resolveu variar de atividade, vendendo-a para o Major Cândido José dos Santos Brochado.
O Major Cândido  fez se notório por contrariar todas as leis abolicionistas, como a Lei do Ventre Livre e a Lei do Sexagenário. Foi assassinado por um escravo fugido. Por essas atitudes a família colecionava inimizades. Com a morte do Coronel a família vendeu o local para o sr. Manoel Pereira de Melo Vianna e saíu da região.
O engenheiro Aarão Reis, ao chegar com sua equipe para construção de Belo Horizonte, se interessou pela qualidade da água daquela região, tencionando utilizá-la no abastecimento da capital. Na época era ocupada por imigrantes estrangeiros que moravam na colônia agrícola Vargem Grande. Essa colônia foi uma tentativa de repovoamento de Belo Horizonte.
A influência dos imigrantes ainda é bem marcante nas famílias tradicionais da região (muitos bairros e ruas levam sobrenome dos patriarcados como Teixeira Dias, Alves Patrício, Pongeluppe, Cardoso, Aganetti, Hilbert, Hoffman).
Deixando a pátria distante, muitas famílias, fixaram-se na região do Barreiro, em busca de estabilidade, segurança, um futuro melhor.
que virou

## Geografia
A região encontra-se em uma unidade geomorfológica que se estende da Serra do Curral, ao sul da cidade, até a região de Venda Nova, denominada depressão de Belo Horizonte, que é formada principalmente por rochas do embasamento cristalino, como o gnaisse. Apresenta uma grande diversidade de formações rochosas, pois uma parte mais ao sul encontra-se no quadrilátero ferrífero (Serra do Curral), formado por rochas compostas principalmente férreas, como o itabirito e a hematita. Também apresenta rochas como o filito e o quartzito, em menor escala.

### Hidrografia
Na região, situa-se a bacia do ribeirão Arrudas, sendo os seus principais afluentes o córrego do Jatobá, córrego do Barreiro e o córrego Bom Sucesso.
Além de seus afluentes principais, a bacia do ribeirão Arrudas na região do Barreiro contribui significativamente para a rede hidrográfica de Belo Horizonte, interligando-se com o sistema de drenagem mais amplo que inclui o rio das Velhas e, eventualmente, o rio São Francisco. Esta conexão hidrográfica é essencial para o manejo das águas urbanas e rurais, desempenhando um papel crucial na prevenção de enchentes e na sustentação de ecossistemas locais. Importante também destacar a existência de projetos de revitalização e despoluição que visam melhorar a qualidade das águas desses cursos d'água, como parte de iniciativas mais amplas de sustentabilidade e gestão de recursos hídricos na metrópole. Iniciativas como estas são fundamentais para a manutenção da qualidade de vida na região, oferecendo não só benefícios ambientais, mas também melhorando as condições sanitárias e de saúde pública.

### Topografia
É um terreno bastante acidentado, com altitudes variando entre 851 a 1151 metros. Existem, na região, 4 parques municipais e um parque estadual:
- Parque Ecológico Padre Alfredo Sabetta - Com 53.000 metros quadrados de área verde, o espaço oferece pista de caminhada e brinquedos, além de ser recanto para contemplação;
- Parque Agro-Ecológico do Vale do Jatobá - com 77.068 metros quadrados de área verde
- Parque Roberto Burle Marx (Parque das Águas) - 178.500 metros quadrados de área verde, que possui uma pequena mata, com algumas espécies nativas representativas de mata ciliar como Canelas, Copaíbas e Jatobás.
- Parque Carlos Faria de Tavares (Parque Ecológico da Vila Pinho)  Com área de 78.800 metros quadrados, o local tem grande importância ambiental por abrigar nascentes que abastecem o Córrego Capão dos Porcos, afluente do Ribeirão Arrudas.
- Parque Municipal do Tirol - Ainda não se iniciaram as obras de sua implantação, mas o anteprojeto já está concluído.
- Parque Estadual da Serra do Rola-Moça - local muito procurado por ciclistas para fazer trilhas, é uma das mais importantes áreas verdes do Estado. Possui ainda várias cachoeiras. O parque abrange também os municípios de Nova Lima, Ibirité, e Brumadinho na Região Metropolitana.

## Bairros
A região do Barreiro, em Belo Horizonte possui um total de 66 bairros:
- - Ademar Maldonado
  - Águas Claras
  - Alta Tensão
  - Alta Tensão I
  - Alto das Antenas
  - Araguaia
  - Átila de Paiva
  - Bairro das Indústrias I
  - Bairro Novo das Indústrias
  - Barreiro
  - Bernadete
  - Bonsucesso
  - Brasil Industrial
  - Cardoso
  - Castanheira
  - CDI Jatobá
  - Conjunto Bonsucesso
  - Conjunto Jatobá
  - Corumbiara
  - Diamante
  - Distrito Industrial do Jatobá
  - Ernesto do Nascimento
  - Esperança
  - Flávio de Oliveira
  - Flávio Marques Lisboa
  - Independência
  - Itaipu
  - Jardim Liberdade
  - Jardim do Vale
  - Jatobá
  - João Paulo II
  - Lindeia
  - Mangueiras
  - Marieta I
  - Marieta II
  - Marilândia
  - Milionários
  - Mineirão
  - Miramar
  - Novo Santa Cecília
  - Olaria
  - Olhos D’Água (parte)
  - Petrópolis
  - Pilar
  - Pongelupe
  - Santa Cecília
  - Santa Helena
  - Santa Margarida
  - Santa Rita
  - São João
  - Serra do Curral
  - Solar do Barreiro
  - Teixeira Dias
  - Tirol
  - Túnel de Ibirité
  - Vale do Jatobá
  - Vila Átila de Paiva
  - Vila Batik
  - Vila Cemig
  - Vila Copasa
  - Vila Ecológica
  - Vila Formosa
  - Vila Independência I
  - Vila Independência II
  - Vila Independência III
  - Vila Independência IV
  - Vila Mangueiras
  - Vila Nova dos Milionários
  - Vila Olhos D’Água
  - Vila Petrópolis
  - Vila Pilar
  - Vila Pinho
  - Vila Piratininga
  - Vila Tirol
  - Vitória da Conquista.